# Jakob Kuhn
Jakob "Köbi" Kuhn (Zúrich, Suiza, 12 de octubre de 1943-Zollikerberg, ZH, Suiza, 26 de noviembre de 2019) fue un jugador y entrenador suizo de fútbol.

## Carrera deportiva
A lo largo de su carrera profesional jugó principalmente con el FC Zürich y con la selección de Suiza en 63 ocasiones. Con el FC Zúrich alcanzó las semifinales de la Copa de Europa de Campeones (1964 contra el Real Madrid y 1977 contra el FC Liverpool) al principio y al final de su carrera. También jugó un partido en el Mundial de Inglaterra de 1966.
Al poco de retirarse, se hizo cargo de la selección suiza sub-21. Desde junio de 2001 dirigió a la selección absoluta, reemplazando en el cargo al argentino Enzo Trossero. Su nombramiento como entrenador de la selección helvética no fue a gusto de todos, pero llevó a la selección centroeuropea a la Eurocopa 2004 y al Copa Mundial de Fútbol de 2006, pasando a octavos en el último campeonato. Según estos datos, es el segundo mejor técnico de todos los tiempos de Suiza tras Karl Rappan.
Kuhn anunció en octubre de 2006 su intención de dejar el cargo una vez concluida la Eurocopa 2008. Suiza había tenido unas últimas actuaciones desacertadas, muchos críticos han apuntado que su anuncio de abandonar el cargo tras la Eurocopa tendrá consecuencias negativas en el éxito de la selección en el torneo. Ottmar Hitzfeld se hizo cargo de la selección suiza tras la Eurocopa.

## Entrevistas y artículos
- La última Eurocopa de Köbi Kuhn (enlace roto disponible en Internet Archive; véase el historial, la primera versión y la última).
- Retrato de Kuhn (enlace roto disponible en Internet Archive; véase el historial, la primera versión y la última).